# 飛魚座ι
飛魚座ι，又名CP-70 572，HD 51557、SAO 256344、HR 2602，是飛魚座的一颗恒星，视星等为5.4，位于銀經281.74，銀緯-25.53，其B1900.0坐标为赤經6h 52m 35.7s，赤緯-70° -25.53′ 20″。